# Radio 1212
La radio 1212 ou en allemand Sender 1212 est une station de radio destinée à la diffusion de la propagande noire des Alliés. Elle émet depuis le Luxembourg à la fin de la Seconde Guerre mondiale.
L'émetteur Sender 1212 est en activité de décembre 1944 à avril 1945 : il s'agit en fait d'une radio américaine, créée par l'Office de l'information de guerre (US Office of War Information), qui se fait passer pour une radio allemande. Un programme en langue allemande est diffusé de deux heures à six heures du matin sur les grandes ondes de Radio Luxembourg à destination de la population de Rhénanie.
La radio diffuse pendant un temps des informations exactes afin de convaincre l'auditeur de sa fiabilité, jusqu'au moment où elle est utilisée pour lancer une fausse information destinée à saper le moral des troupes allemandes, comme notamment en mars 1945 quand l'armée US s'apprête à traverser le Rhin à Remagen, l'émetteur annonce que les Alliés ont déjà franchi le fleuve et que la bataille du Rhin est déjà terminée. Le mois suivant, la radio adresse des messages à un groupe de résistants allemands fictif, Groupe de résistance Nouvelle Allemagne, appelant à des actes de sabotage. Pour la fin de ses programmes le 25 avril 1945, la radio met en scène sa propre disparition en simulant l'arrivée et la prise de la radio par les troupes américaines : l'auditeur entend des claquements de portes, des cris, des bruits de pas et comment un disque de musique populaire est lancé en urgence pour clore le programme.